# Крель, Штефан
Штефан Крель (нем. Stephan Krehl; 5 июля 1864 — 9 апреля 1924, Лейпциг) — немецкий композитор, музыковед и музыкальный педагог.
Учился в Лейпциге и Дрездене. В 1889—1902 гг. преподавал в Консерватории Карлсруэ. В дальнейшем работал в Лейпциге, с 1907 г. и до конца жизни ректор Лейпцигской Высшей школы музыки. Среди многочисленных учеников Креля были, в частности, Гюнтер Рамин, Рудольф Вагнер-Регени, Эмиль Бонке, Эрвин Шульхоф, Михал Юлиан Пиотровский. Автор ряда учебных и методических пособий, в том числе «Общие основы композиции» (нем. Allgemeine Musiklehre; 1904) и «Теория музыки и композиции» (нем. Theorie der Tonkunst und Kompositionslehre; 1922); взгляды Креля в области гармонии довольно точно следовали идеям Хуго Римана, а труды Креля способствовали распространению этих идей. Композиторское наследие Креля включает около трёх десятков камерных сочинений, среди которых выделяется кларнетный квинтет Op. 19.